# Финес и Ферб (сезон 1)
Первый сезон Финеса и Ферба начался на канале Disney Channel 17 августа 2007 года и был закончен 20 марта 2009 года. В России показ первого сезона шёл на канале СТС с 6 февраля по 25 апреля 2010 года. На канале Disney Channel Russia показ начался 10 августа 2010 года, закончился в начале октября 2010 года.
«У каждого эпизода начиная с Flop Starz есть песня. Поют не всегда персонажи, напевает также подтанцовка — они не врываются в песню только, чтобы продвинуть сюжет. Музыка не появляется откуда ни возьмись, иногда это - только монтаж по действию. Мы сделали каждый жанр, известный человеку: ABBA, мелодии бродвейских шоу, мадригалы 16-го столетия [...]»

## Озвучка главных ролей
| Персонаж          |                                     | Актёр/Актриса |
| Финес Флинн       | Винсент Мартелла Геннадий Грачёв    |               |
| Ферб Флетчер      | Томас Броди Сэнгстер Михаил Борисов |               |
| Кэндес Флинн      | Эшли Тисдейл Мария Павлова          |               |
| Линда Флинн       | Кэролайн Ри Виктория Казанцева      |               |
| Хайнц Фуфелшмертц | Дэн Повенмайр Олег Харитонов        |               |
| Перри Утконос     | Ди Брэдли Бейкер                    |               |

## Эпизоды
| № общий | № в сезоне | Название                                                                          | Режиссёр                   | Автор сценария                                                            | Премьера            | Премьера                 | Премьера           | Код  |
| № общий | № в сезоне | Название                                                                          | Режиссёр                   | Автор сценария                                                            | США                 | США + Европа — Disney XD | Россия (Канал СТС) | Код  |
| --- | ---------- | --------------------------------------------------------------------------------- | -------------------------- | ------------------------------------------------------------------------- | ------------------- | ------------------------ | ------------------ | ---- |
| 1 | 1          | «Американские горки» «Rollercoaster»                                              | Дэн Повенмайр              | Дэн Повенмайр, Джефф «Свомпи» Марш                                        | 17 августа 2007     | 1 сентября 2008          | 6 февраля 2010     | 101a |
| Наступило лето. Двум братьям — Финесу и Фербу — хочется чем-то заняться. Первая идея Финеса — построить самые крутые американские горки на свете. В это время их сестра Кендэс только и ждёт момента позвать маму и «прижучить» братьев. Питомец Финеса и Ферба, утконос Перри, являющийся агентом секретной организации «ОБКА» с кодовым именем «Пи», получает задание — остановить доктора Хайнца Фуфелшмертца, намеревающегося изменить вращение Земли, обернув фольгой восточное побережье. |            |                                                                                   |                            |                                                                           |                     |                          |                    |      |
| 2 | 2          | «Кендэс теряет голову» «Candace Loses Her Head»                                   | Дэн Повенмайр              | Кайл Бэкер, Патрик Вентура                                                | 5 февраля 2008      | 1 сентября 2008          | 6 февраля 2010     | 101b |
| У Кендэс день рождения. Братья решают высечь её скульптуру на горе Рашмор, рядом с изваяниями президентов, в то время как Кендэс разрывается между желанием прищучить братьев и поговорить с работающим там Джереми. Фуфелшмертц из этого же места начинает рыть тоннель в Китай, чтобы проложить там платное шоссе, но провоцирует этим извержение вулкана, которое стирает следы работы братьев. |            |                                                                                   |                            |                                                                           |                     |                          |                    |      |
| 3 | 3          | «Жажда скорости» «The Fast and the Phineas»                                       | Дэн Повенмайр              | Шерм Коэн, Антуан Гильбо                                                  | 2 февраля 2008      | 6 сентября 2008          | 7 февраля 2010     | 102a |
| Братья модернизируют машину их мамы в гоночный автомобиль и участвуют в гонках, управляя им дистанционно. Фуфелшмертц задумал спустить все шины на гоночной трассе, а затем и всё в Триштатье с помощью Спусконаторного луча, а Кендэс хочет прижучить братьев за управление автомобилем. |            |                                                                                   |                            |                                                                           |                     |                          |                    |      |
| 4 | 4          | «Убойная вечеринка, или Гномы возвращаются» «Lawn Gnome Beach Party of Terror»    | Дэн Повенмайр              | Крис Хедрик, Джон Колтон Бэрри                                            | 28 сентября 2007    | 6 сентября 2008          | 7 февраля 2010     | 102b |
| Финес и Ферб устраивают пляж прямо у себя во дворе. Там запрещено задираться, что огорчает пришедшего к ним Бьюфорда. Кендэс видит пришедшего отдохнуть от жары Джереми и присоединяется к нему, решив сегодня не прижучивать братьев, и завоевывает звание Королевы пляжа. А Хайнц крадёт всех садовых гномов Дэнвилля, чтобы отомстить за своё тяжелое детство, когда он стоял в саду, изображая гнома. |            |                                                                                   |                            |                                                                           |                     |                          |                    |      |
| 5 | 5          | «Великолепная тройка» «The Magnificent Few»                                       | Дэн Повенмайр              | Майкл Дидерих, Чонг Ли                                                    | 8 февраля 2008      | 8 сентября 2008          | 13 февраля 2010    | 103a |
| Фуфелшмертц хочет уничтожить всю древесину в Триштатье, чтобы все покупали его алюминиевую обшивку, и впервые привлекает на помощь дочь Ванессу, но ей это совсем неинтересно. Финес, Ферб и Изабелла катаются на пони, но в итоге им приходится ловить коров, сбежавших из загона, который съели термиты Фуфелшмертца. |            |                                                                                   |                            |                                                                           |                     |                          |                    |      |
| 6 | 6          | «Лето, зима… и снова лето» «S'Winter»                                             | Дэн Повенмайр              | Шерм Коэн, Антуан Гильбо                                                  | 9 февраля 2008      | 8 сентября 2008          | 13 февраля 2010    | 103b |
| Братья устраивают настоящую «Летзиму» с горнолыжной трассой во дворе. Кендэс ревнует пришедшего покататься Джереми к иностранке, которая потом оказалась парнем, и, преодолевая страх высоты, отправляется в погоню. Встретив Ванессу, она узнает, что не одинока в нелюбви к техническому творчеству своих родственников. Фуфелшмертц хочет поднять свою популярность, продавая шоколад в виде себя, и ради этого начал воровать шоколад по всему городу, плавя его своим «Плавинатором» из лазерных указок. |            |                                                                                   |                            |                                                                           |                     |                          |                    |      |
| 7 | 7          | «Моя личная мумия» «Are You My Mummy?»                                            | Дэн Повенмайр              | Кайл Бэкер, Майк Рот                                                      | 15 февраля 2008     | 2 сентября 2008          | 14 февраля 2010    | 104a |
| Финес и Ферб решают найти и подружиться с мумией, которую держат в подвале кинотеатра для поддержки антуража. Кендэс следит за братьями, пытаясь понять их планы, и сама оказывается принятой за мумию. Фуфелшмертц хочет изменить уровень океана, убрав плотину бобров при помощи своего «Древонатора», дабы у него была дача с видом на море. |            |                                                                                   |                            |                                                                           |                     |                          |                    |      |
| 8 | 8          | «Звёзды на час» «Flop Starz»                                                      | Дэн Повенмайр              | Шерм Коэн, Антуан Гильбо                                                  | 1 февраля 2008 года | 2 сентября 2008          | 14 февраля 2010    | 104b |
| Финес и Ферб узнают от мамы о группах одного хита и создают такую — «Phineas and Ferb-Tones». Кендэс решает отправиться на прослушивание в шоу талантов и оказывается включенной в эту группу. Фуфелшмертц превращает своё здание в гигантского робота и с его помощью хочет завоевать Триштатье. |            |                                                                                   |                            |                                                                           |                     |                          |                    |      |
| 9 | 9          | «Задира» «Raging Bully»                                                           | Дэн Повенмайр              | Венди Гриб, Кент Осборн                                                   | 4 февраля 2008      | 3 сентября 2008          | 20 февраля 2010    | 105a |
| Финес случайно роняет рожок с мороженым на Бьюфорда, и разъяренный задира бросает ему вызов. Чемпион мира по боксу Эвандер Холифилд предлагает ребятам бороться на больших пальцах и обучает Финеса всем премудростям этой борьбы, после чего братья строят стадион для схватки. А у Фуфелшмертца День Рождения, и чтобы не справлять его в одиночестве, он строит «Поработизатор». В итоге почти победивший Бьюфорд удовлетворяется публичным унижением Финеса из-за испачканной по вине Хайнца одежды и идет на мировую. |            |                                                                                   |                            |                                                                           |                     |                          |                    |      |
| 10 | 10         | «Свет, Кендэс, мотор!» «Lights, Candace, Action!»                                 | Дэн Повенмайр              | Шерм Коэн, Антуан Гильбо                                                  | 3 февраля 2008      | 3 сентября 2008          | 20 февраля 2010    | 105b |
| Кендэс получает роль в кино вместо уволившейся актрисы, согласившись сниматься бесплатно, но оказалось, что его режиссируют Финес и Ферб, ставшие популярными из-за видеороликов в интернете, а сценарий переписан ими до неузнаваемости. Фуфелшмертц создал «Время-ускорителенатор», чтобы приготовить долго выдержанный сыр по семейному рецепту, но Перри съедает весь сыр. Начинается драка, и «Время-ускорителенатор» состарил аудиторию фильма на пробном показе, что привело к отмене проката. Кендэс остаётся довольствоваться славой в интернете. |            |                                                                                   |                            |                                                                           |                     |                          |                    |      |
| 11 | 11         | «Снежным людям вход воспрещён!» «Get That Bigfoot Outta My Face»                  | Дэн Повенмайр              | Кент Осборн                                                               | 23 февраля 2008     | 3 октября 2008           | 21 февраля 2010    | 106a |
| Кендэс, Финес, Ферб и их друзья едут к бабушке и дедушке Финеса, где они весело проводят время, рассказывая друг другу в лесу страшилки. Фуфелшмертц в своём лесном убежище готовится к свиданию с девушкой по переписке, но невовремя появившийся Перри оказался для неё куда привлекательней. |            |                                                                                   |                            |                                                                           |                     |                          |                    |      |
| 12 | 12         | «Битва шалашей» «Tree to Get Ready»                                               | Дэн Повенмайр              | Майк Дидерих, Чонг Ли                                                     | 22 марта 2008       | 3 октября 2008           | 21 февраля 2010    | 106b |
| Финес и Ферб, дабы сделать приятное сестре, отремонтировали и превратили в боевого робота её старый шалаш, и вместе с Кендэс и Стейси устраивают битву шалашей-роботов. Доктор Фуфелшмертц хочет опозорить своего старшего брата — Роджера — на церемонии вручения ключа от города. Для этого он гипнотизирует голубей, чтобы они вымазали его в «липком птичьем молоке», но Перри перенацелил их на самого Хайнца, а помогавшая отцу Ванесса убежала. |            |                                                                                   |                            |                                                                           |                     |                          |                    |      |
| 13 | 13         | «Зависит от времени» «It’s About Time!»                                           | Дэн Повенмайр              | Кент Осборн, Алики Теофилопулос-Граффт                                    | 1 марта 2008        | 12 сентября 2008         | 22 февраля 2010    | 107  |
| Финес и Ферб чинят машину времени в музее естественной истории и попадают в юрский период, где теряют машину. Чтобы спастись, они сообщают о своей беде в будущее через отпечатки в музее. Тем временем доктор Фуфелшмертц «изменил» своему врагу — агенту «Пи» с Питером пандой. Перри разочаровывается в Фуфелшмертце. |            |                                                                                   |                            |                                                                           |                     |                          |                    |      |
| 14 | 14         | «Болван дю-Солей» «Jerk de Soleil»                                                | Дэн Повенмайр              | Джей Джи Гвинтел, Ким Роберсон                                            | 10 февраля 2008     | 9 сентября 2008          | 23 февраля 2010    | 108a |
| Финес и Ферб решили сделать цирк. Фуфелшмертц делает «Голосонатор», чтобы сделать жителей Триштатья писклявыми, и Перри нужно успеть помешать ему и одновременно принять участие в представлении. У Кендэс началась аллергия на пастернак, из-за чего изменился цвет лица и голос стал низким, поэтому она стыдится пойти в таком виде в цирк вместе с Джереми и скрывает лицо под бумажным пакетом. Из-за пакета её принимают за Бьюфорда и делают его номер с ней. Но она была вознаграждена за страдания, так как Джереми понравилась спетая ею во время попытки прижучить братьев песня. |            |                                                                                   |                            |                                                                           |                     |                          |                    |      |
| 15 | 15         | «Мировая игрушка» «Toy to the World»                                              | Джефф «Свомпи» Марш        | Майк Дидерих, Чонг Ли                                                     | 22 февраля 2008     | 9 сентября 2008          | 23 февраля 2010    | 108b |
| Кендэс устраивается на работу в магазин игрушек, который находится прямо напротив закусочной, где работает Джереми, но шокирована необходимостью носить рекламирующую одежду. Финес и Ферб придумывают игрушку в виде утконоса, которая ничего не делает и потому может все. А Фуфелшмертц хочет построить огромную стену вокруг города и установить пошлины, но в пылу боя с Перри для него становится шокирующим сюрпризом множество игрушек в виде утконоса. |            |                                                                                   |                            |                                                                           |                     |                          |                    |      |
| 16 | 16         | «Немного кошмариков тебе не повредит» «One Good Scare Ought to Do It!»            | Ден Повенмайр, Зак Монкриф | Джон Колтон Бэрри, Крис Хедрик                                            | 3 октября 2008      | 13 октября 2008          | 28 февраля 2010    | 109  |
| У Изабеллы началась икота, и, чтобы её вылечить, Финес и Ферб строят гигантский Дом Ужасов. Кендэс узнаёт, что у Джереми есть младшая сестрёнка по имени Сьюзи, которая оказывается настоящим ужасом для неё и Бьюфорда. Фуфелшмертц по просьбе своего арестованного учителя, профессора Уничтожаева, планирует уничтожить его логово, но благодаря Перри его -инатор уничтожает Дом Ужасов прямо перед появлением мамы. |            |                                                                                   |                            |                                                                           |                     |                          |                    |      |
| 17 | 17         | «Рыцарь без страха и упрёка» «A Hard Day’s Knight»                                | Дэн Повенмайр              | Джон Колтон Бэрри, Майк Рот                                               | 14 июня 2008        | 4 сентября 2008          | 6 марта 2010       | 110a |
| Семья Флиннов — Флетчеров гостит в Англии у дедушки и бабушки Ферба. Финес и Ферб организовывают Средневековый турнир. Кендэс знакомится с соседским парнем, Чарлзом IV Пипингом, владельцем замка, где проходит турнир, и участником турнира, и по неосторожности оказывается в доспехах, поучаствовав в турнире и изобразив из себя героя семейной легенды своего соседа. Фуфелшмертц отправляется на выставку злобных учёных познакомиться с доктором Векслером, под видом которого на съезде находится Перри Утконос, и они начинают драться с помощью боевых роботов с выставки. |            |                                                                                   |                            |                                                                           |                     |                          |                    |      |
| 18 | 18         | «Я, Бробот» «I, Brobot»                                                           | Дэн Повенмайр              | Кент Осборн, Алики Теофилопулос-Граффт                                    | 6 февраля 2008      | 4 сентября 2008          | 6 марта 2010       | 110b |
| Братья хотят сделать многое, но лето слишком коротко для всех их идей. Поэтому они делают «финесдроидов» и «ферботов» (которых Кендэс назвала «броботами»), чтобы осуществить такие проекты как: микрозоопарк, тоннель к центру Земли и камеру невидимости. Фуфелшмертц с помощью гигантского магнита решает стереть с автоответчика своей подруги все свои сообщения, и он спасает братьев от ставших слишком инициативными броботов. |            |                                                                                   |                            |                                                                           |                     |                          |                    |      |
| 19 | 19         | «День рождения мамы» «Mom’s Birthday»                                             | Дэн Повенмайр              | Кент Осборн, Алики Теофилопулос-Граффт                                    | 29 февраля 2008     | 11 сентября 2008         | 7 марта 2010       | 111a |
| У мамы день рождения. Финес и Ферб решили сделать для неё самый лучший День Рождения. Кендэс хочет найти подарок лучше, чем у братьев. Фуфелшмертц создал «Сморщесферу», чтобы уменьшить ненавистные ему вещи до размера песчинки. |            |                                                                                   |                            |                                                                           |                     |                          |                    |      |
| 20 | 20         | «Путешествие внутрь Кендэс» «Journey to the Center of Candace»                    | Ден Повенмайр              | Кент Осборн, Ким Роберсон                                                 | 29 февраля 2008     | 11 сентября 2008         | 7 марта 2010       | 111b |
| Джереми приглашает Кендэс на свидание. Пёс Мизинчик случайно съел ленту с наградами Изабеллы. Чтобы достать ленту, братья делают подводную лодку и луч для её уменьшения, но скормить лодку Мизинчику в сэндвиче не удается, потому что его съела Кендэс. Фуфелшмертца раздражают те, кто, не зная, какой сделать выбор, тормозит очередь, и он задумал уничтожить их. |            |                                                                                   |                            |                                                                           |                     |                          |                    |      |
| 21 | 21         | «Беглец, убегай» «Run Away Runway»                                                | Дэн Повенмайр              | Шерм Коэн, Антуан Гильбо                                                  | 7 февраля 2008      | 5 сентября 2008          | 8 марта 2010       | 112a |
| Кендэс отправляется на модный показ известного модельера Гастела Ле Мода и благодаря своей длинной шее становится его моделью. Тем временем Финес и Ферб создают моду на свою одежду. Фуфелшмертц изобрёл «Ксерокс-инатор», чтобы произвести свои копии и сэкономить время на очередях, его копии создают моду на халаты и перебивают моду братьев. |            |                                                                                   |                            |                                                                           |                     |                          |                    |      |
| 22 | 22         | «Я кричу, и ты кричишь» «I Scream, You Scream»                                    | Зак Монкриф                | Шерм Коэн, Антуан Гильбо                                                  | 17 февраля 2008     | 5 сентября 2008          | 8 марта 2010       | 112b |
| Изабелле удалили гланды. Чтобы её порадовать, Финес и Ферб решают сделать аппарат для гигантского мороженого, в это время доктор Фуфелшмертц хочет создать орбитальный лазер для уничтожения рекламного щита и прочих раздражающих его предметов, и все они для скорости решили купить готовые чертежи. Ванесса решила прижучить отца перед мамой, но оказалось, что она по ошибке принесла папе чертежи, которые покупал смутившийся её красотой Ферб, и теперь ей с Кендэс прижучивать некого и не за что!. |            |                                                                                   |                            |                                                                           |                     |                          |                    |      |
| 23 | 23         | «Весь мир в грязи» «It’s a Mud, Mud, Mud, Mud World»                              | Зак Монкриф                | Майк Дидерих, Майк Рот                                                    | 24 февраля 2008     | 10 сентября 2008         | 13 марта 2010      | 113a |
| Кендэс никак не даётся параллельная парковка. Чтобы придать ей уверенности, Финес и Ферб устраивают гонки на бигфутах и выводят её в «королевы грязи». Фуфелшмертц производит собственную линию бигфутов, а также «Бигфут-утилинатор», дабы избавляться от конкурентов. |            |                                                                                   |                            |                                                                           |                     |                          |                    |      |
| 24 | 24         | «Баллада о Плохобородом» «The Ballad of Badbeard»                                 | Дэн Повенмайр              | Майк Дидерих, Джон Колтон Бэрри                                           | 12 апреля 2008      | 10 сентября 2008         | 13 марта 2010      | 113b |
| Флинны — Флетчеры на отдыхе в лагере у дедушки и бабушки Финеса. Дедушка их зовет на прогулку к Бородатому озеру, где на острове спрятаны сокровища пирата Бороды. Дети отправляются на поиски пиратского клада. Фуфелшмертц переезжает в грот Морской бабы-Яги. В это время Кендэс следит за Перри, не зная, галлюцинация это или реальность. |            |                                                                                   |                            |                                                                           |                     |                          |                    |      |
| 25 | 25         | «Мы воссоединяем нашу группу» «Dude, We’re Getting the Band Back Together»        | Дэн Повенмайр              | Крис Хедрик, Чонг Ли                                                      | 8 марта 2008        | 2 октября 2008           | 14 марта 2010      | 114  |
| Лоренс Флетчер забывает про годовщину свадьбы. Финес и Ферб решают воссоединить группу «Трио любви» — группу, под чью музыку их родители впервые поцеловались, и устроить их концерт. В это время Перри сначала помогает Фуфелшмертцу устроить вечеринку в честь шестнадцатилетия его дочери Ванессы, а потом в результате драки исправляет не по возрасту выбранный Ханцем антураж вечеринки на любимый Ванессой и её друзьями готский стиль. |            |                                                                                   |                            |                                                                           |                     |                          |                    |      |
| 26 | 26         | «Готовы для Ведьм» «Ready for the Bettys»                                         | Зак Монкриф                | Кент Осборн, Алики Теофилопулос-Граффт                                    | 16 февраля 2008     | 29 сентября 2008         | 20 марта 2010      | 115a |
| Кендэс и Стейси выиграли в конкурсе, и теперь они проведут весь день с рок-группой «Ведьмы». Финес и Ферб случайно находят один из секретных тоннелей организации «ОБКА», и получают секретное задание. Перри придётся оберегать братьев от опасностей, остановить Фуфелшмертца и при всём этом не раскрыть себя. |            |                                                                                   |                            |                                                                           |                     |                          |                    |      |
| 27 | 27         | «Летающий торговец рыбой» «The Flying Fishmonger»                                 | Зак Монкриф                | Ким Роберсон, Элизабет Ито                                                | 12 сентября 2008    | 29 сентября 2008         | 20 марта 2010      | 115b |
| Братья узнают, что дедушка Ферба был летающим гонщиком. Финес и Ферб воссоздают в своём дворе ущелье Макгрегора, чтобы дедушка повторил неудавшийся прыжок. Фуфелшмертц изобрёл «Пинать-песок-инатор», чтобы отомстить Борису Чёрный Ботинок за унижения. |            |                                                                                   |                            |                                                                           |                     |                          |                    |      |
| 28 | 28         | «Свершилось!» «Phineas and Ferb Get Busted!»                                      | Дэн Повенмайр              | Джон Колтон Бэрри, Пьеро Пилузо                                           | 13 марта 2009       | 16 февраля 2009          | 21 марта 2010      | 116  |
| Кендэс наконец-то прижучила братьев, и мама решает отправить братьев в исправительную школу «Улыбка» (англ. Smile Away), но оказывается, там отучают детей от инициативы и фантазий. Кендэс становится одиноко без них, и она решает их выкрасть. Ей помогает Джереми, и даже Перри с Фуфелшмертцем, но братьев уже успели отучить от фантазии, и их вот-вот поймают снова. Но, по счастью, всё это было не в реальности. |            |                                                                                   |                            |                                                                           |                     |                          |                    |      |
| 29 | 29         | «Из Греции с любовью» «Greece Lightning»                                          | Дэн Повенмайр              | Алекс Алмагуер, Крис Хедрик                                               | 19 апреля 2008      | 30 сентября 2008         | 27 марта 2010      | 117a |
| В голову Финеса и Ферба приходит очередная идея — устроить гонки на колесницах. Доктор Фуфелшмертц собрал робота по имени Норм, чтобы уничтожить Перри утконоса. |            |                                                                                   |                            |                                                                           |                     |                          |                    |      |
| 30 | 30         | «Мы их разоблачим!» «Leave the Busting to Us!»                                    | Зак Монкриф                | Шерм Коэн, Антуан Гильбо                                                  | 19 апреля 2008      | 30 сентября 2008         | 27 марта 2010      | 117b |
| Кендэс обращается в телешоу «Им крышка», чтобы прижучить братьев. Финес и Ферб построили гигантские водные горки. Фуфелшмертц задумал повергнуть Триштатье в новый Ледниковый период при помощи «Смерчинатора — 3000». |            |                                                                                   |                            |                                                                           |                     |                          |                    |      |
| 31 | 31         | «Старушечьи бега» «Crack That Whip»                                               | Дэн Повенмайр              | Тим Биджоркланд, Ким Роберсон                                             | 24 мая 2008         | 1 октября 2008           | 28 марта 2010      | 118b |
| Бабушка Финеса бросает вызов Хильде Джонсон — бабушке Джереми, своей старой неприятельницы. Ради этого Финес и Ферб строят роллердром и организовывают «рок-н-роликовое» дерби. Невыспавшийся Фуфелшмертц хочет уничтожить памятник Резерфорду Хейзу, который приносит ему моральные страдания своей бородой, путём превращения его в хлеб и натравливания на него голодных птиц, но промахивается. |            |                                                                                   |                            |                                                                           |                     |                          |                    |      |
| 32 | 32         | «Лучший день ничегонеделанья» «The Best Lazy Day Ever»                            | Зак Монкриф                | Джон Колтон Бэрри, Майк Рот                                               | 24 мая 2008         | 1 октября 2008           | 28 марта 2010      | 118b |
| Финес и Ферб решили весь день ничего не делать. Кендэс это не нравится, и чтобы побудить их к деятельности и потом прижучить, она готова сама изготовить огромную горку. Фуфелшмертц изобрёл «Уродинатор» и хочет всех жителей Триштатья превратить в уродов. |            |                                                                                   |                            |                                                                           |                     |                          |                    |      |
| 33 | 33         | «Приятель из палеолита» «Boyfriend from 27,000 B.C.»                              | Зак Монкриф                | Алики Теофилопулос-Граффт, Марк Крисафулли                                | 7 июня 2008         | 10 ноября 2008           | 3 апреля 2010      | 119a |
| Финес и Ферб узнают из телевизионной передачи о том, как жили неандертальцы, и решают отправиться в ледник возле города, поискать и разморозить своего пещерного человека. Он оказался голоден и ему понравились сендвичи. Увидев его, Кендэс не удивляется — у Стейси будет костюмированный бал, и в такой костюм должен был одеться Джереми, но вскоре видит, что он слишком голоден и у него слишком плохие манеры. Фуфелшмертц изобрёл «Уничтожатор костюмов — сендвичей». |            |                                                                                   |                            |                                                                           |                     |                          |                    |      |
| 34 | 34         | «Путешествие на дно Бьюфорда» «Voyage to the Bottom of Buford»                    | Зак Монкриф                | Антуан Гильбо, Чонг Ли                                                    | 7 июня 2008         | 10 ноября 2008           | 3 апреля 2010      | 119b |
| Бьюфорд потерял свою золотую рыбку Бифа на пляже. Она дорога ему, поскольку он стал задирой из мирного мальчика, защищая её от задиры. Финес и Ферб решили помочь Бьюфорду, но, когда рыбка была найдена, нападение осьминога заставила Бьюфорда повторить свой подвиг в защиту рыбки. Фуфелшмертц случайно спасает котёнка, поэтому для спасения своей репутации злодея ему нужен «Масмедиа-стиратинатор», чтобы стереть изображения любого типа во всём Триштатье. |            |                                                                                   |                            |                                                                           |                     |                          |                    |      |
| 35 | 35         | «Убери эту клюшку подальше» «Put That Putter Away»                                | Зак Монкриф                | Джон Колтон Бэрри, Майк Дидерих                                           | 10 августа 2008     | 3 ноября 2008            | 4 апреля 2010      | 120a |
| Кендэс заболевает, и просит Стейси вместо неё прижучить братьев. В Денвилле закрылась единственная площадка для мини-гольфа, поэтому Финес и Ферб решают построить другую, такую интересную, что Стейси за игрой забыла своё обещание. Фуфелшмертц использует атомный листьесдуватель, чтобы избавиться от соседских листьев и отомстить соседу по даче, но он оказался настолько мощным, что площадка улетела на место старой площадки для мини-гольфа. |            |                                                                                   |                            |                                                                           |                     |                          |                    |      |
| 36 | 36         | «Неужели я кажусь толстым из-за утконоса?» «Does This Platypus Make Me Look Fat?» | Дэн Повенмайр              | Дуглас Маккарти, Пьеро Пилузо                                             | 10 августа 2008     | 3 ноября 2008            | 4 апреля 2010      | 120b |
| Финес и Ферб построили телепортатор, но по случайности Перри и Кендэс меняются мозгами, а ведь сейчас Джереми должен прийти к ней в гости. В это время Фуфелшмертц украл всех клоунов из «Бесвкусбургера», чтобы заменить их песню на свою, и Перри приходится идти на задание в теле Кендэс. Это создает сложности — Перри не хватает хвоста, а Хайнц не может бить девчонок. |            |                                                                                   |                            |                                                                           |                     |                          |                    |      |
| 37 | 37         | «Похищение компакт-диска» «Traffic Cam Caper»                                     | Дэн Повенмайр, Зак Монкриф | Ким Роберсон, Марк Чеккарелли                                             | 12 июля 2008        | 6 октября 2008           | 10 апреля 2010     | 121a |
| Кендэс узнаёт, что у них напротив дома стоит камера наблюдения, и, чтобы прижучить братьев, хочет показать записи с компакт-диска камеры маме. Чтобы хозяева Перри не узнали о двойной жизни домашнего любимца, он просит у Фуфелшмертца робота Норма и похищает диск у Кендэс. Кендэс вместе с Финесом и Фербом отправляется за ним в погоню. |            |                                                                                   |                            |                                                                           |                     |                          |                    |      |
| 38 | 38         | «Драма в кегельбане» «Bowl-R-Ama Drama»                                           | Дэн Повенмайр              | Сюжет: Бобби Гейлор и Мартин Олсон Сценарий: Крис Хедрик и Алекс Алмагуер | 12 июля 2008        | 6 октября 2008           | 10 апреля 2010     | 121b |
| Финес и Ферб решили сделать самый большой шар для боулинга, и хотят победить на конкурсе глупых рекордов. Кендэс хочет идти с Джереми кататься на колесе обозрения, но боится высоты. Ей дают испытать шар для боулинга, но, угнав шар, чтобы прижучить братьев, она устраивает им дополнительный рекорд по гигантскому пинболу. А Фуфелшмертц делает гигантских пингвинов-морозилок, чтобы заморозить Дэнвиль и побудить его жителей покупать горячее какао по безумной цене, и Пери использует гигантский шар против них, Кендэс при этом взлетает на колесо обозрения к Джереми. |            |                                                                                   |                            |                                                                           |                     |                          |                    |      |
| 39 | 39         | «Монстр Финеса и Фербенштейна» «The Monster of Phineas-n-Ferbenstein»             | Зак Монкриф                | Джон Колтон Бэрри, Майк Дидерих                                           | 17 октября 2008     | 20 октября 2008          | 11 апреля 2010     | 122a |
| Во время грозы отключилось электричество и дедушка Финеса рассказывает Флетчерам про Фербгора и Финесштейна, создавшего монстра-утконоса. В это время Перри сидит у доктора Фуфелшмертца в гостях, запертый из-за поломки сигнализации, и слушает его рассказ про доктора Джекила Фуфелшмертца, который научился превращаться в страшного монстра, и захотел, чтобы за ним погналась злая толпа, а гувернантка Констанция хочет донести этой толпе на Фербгора и Финесштейна. Монстры из рассказов Фуфелшмертца и дедушки Финеса встречаются на бале монстров, где лучшим монстрам дают премию, и начинают драться, а Констанция тем временем попала под действие изобретения Джекила Фуфелшмертца. |            |                                                                                   |                            |                                                                           |                     |                          |                    |      |
| 40 | 40         | «Песок, масло, Кендэс» «Oil on Candace»                                           | Дэн Повенмайр              | Антуан Гильбо, Алики Теофилопулос-Граффт                                  | 17 октября 2008     | 20 октября 2008          | 11 апреля 2010     | 122b |
| Финес, Ферб и их друг Дженго — сын известного художника Беббо Брауна, решили нарисовать картину на нераскрашеной пустыне. В это время к Фуфелшмертцу приходит его бывшая учительница зла, доктор Геварлик, которая все время над ним издевалась, и Хайнцу хочется показать ей, что он всё-таки чего-то добился. Из-за этого Перри срывают выходной. Хайнца преследуют неудачи, он даже не смог доказать, что у него есть враг-утконос, а когда он попытался в честь учителя взорвать Луну, то промахнулся и попал в дамбу. |            |                                                                                   |                            |                                                                           |                     |                          |                    |      |
| 41 | 41         | «История одного портала» «Unfair Science Fair»                                    | Дэн Повенмайр, Зак Монкриф | Алики Теофилопулос-Граффт, Элизабет Ито                                   | 20 марта 2009       | 17 февраля 2009          | 17 апреля 2010     | 123a |
| Финес и Ферб помогают Балджиту построить для детской научной выставки портал на Марс, а доктор Фуфелшмертц решил притвориться ребёнком и построить для неё огромный вулкан из пищевой соды, потому что когда-то его детский «Инатор» проиграл вулкану. В это время Кендэс борется за вакансию в «Жмот-доге», но так активно, что не берут никого. |            |                                                                                   |                            |                                                                           |                     |                          |                    |      |
| 42 | 42         | «История одного портала. Продолжение» «Unfair Science Fair Redux. Another Story»  | Дэн Повенмайр,Зак Монкриф  | Джон Колтон Бэрри, Пьеро Пилузо                                           | 20 марта 2009       | 18 февраля 2009          | 17 апреля 2010     | 123b |
| Выставка ещё не началась. Кендэс не смогла связаться со своими друзьями, и, подумав, что ею пренебрегают, решила уйти от людей на Марс через портал Балжита. Финес и Ферб хотят её спасти, но марсиане сделали Кендэс своей королевой, и она решила там остаться, но вскоре рассердила марсиан. Перри помогает Фуфелшмертцу с покупкой материалов для вулкана из пищевой соды. |            |                                                                                   |                            |                                                                           |                     |                          |                    |      |
| 43 | 43         | «Навстречу звёздам» «Out to Launch»                                               | Дэн Повенмайр, Зак Монкриф | Ким Роберсон, Пьеро Пилузо, Кент Осборн                                   | 5 декабря 2008      | 14 февраля 2009          | 18 апреля 2010     | 124  |
| В школе будет бал, и Кендэс не знает, как пригласить Джереми. Отец братьев — Лоренс — купил в интернете сертификат на звезду и дарит его Финесу и Фербу. Они решили узнать, где находится их звезда, и вместе с Кендэс отправляются к ней на ракетах, прихватив случайно и мамину машину. А Фуфелшмертц хочет одержать верх над Большелапым Гансом, который когда-то увел у него девушку, победив в спектакле теней, и для этого собирается изобразить на Луне тень от гигантских рук своей космической станции. |            |                                                                                   |                            |                                                                           |                     |                          |                    |      |
| 44 | 44         | «Сыграем?» «Got Game?»                                                            | Зак Монкриф                | Антуан Гильбо, Чонг Ли                                                    | 2 августа 2008      | 27 октября 2008          | 24 апреля 2010     | 125a |
| Бьюфорд отказывается признавать преимущество девочек над мальчиками, и тогда Финес и Ферб организовывают F-игры. Фуфелшмертц решает выступить на выставке собак вместе с Перри и отомстить за то, что в детстве его очень обидели: отец любил собаку и не замечал сына. Для победы Хайнц изобрёл «Непослушинатор», чтобы вывести соперников из конкурса. |            |                                                                                   |                            |                                                                           |                     |                          |                    |      |
| 45 | 45         | «Комета Кермиллиана» «Comet Kermillian»                                           | Дэн Повенмайр              | Крис Хедрик, Алекс Алмагуер                                               | 2 августа 2008      | 27 октября 2008          | 24 апреля 2010     | 125b |
| Финес и Ферб строят обсерваторию, чтобы посмотреть на комету Кермиллиана. Кендэс идёт на пикник с Джереми, но с ним оказывается и Съюзи, она издевается над Кендэс, загоняет ей в джинсы белок и заставляет её удрать. Доктор Фуфелшмертц изобрёл стейк-очки, чтобы не прикладывать лёд к фингалу. |            |                                                                                   |                            |                                                                           |                     |                          |                    |      |
| 46 | 46         | «Мультфильмания» «Out of Toon»                                                    | Зак Монкриф                | Джон Колтон Бэрри, Майк Дидерих                                           | 7 ноября 2008       | 15 ноября 2008           | 25 апреля 2010     | 126a |
| Финес и Ферб решили построить собственную студию анимации и произвести своё мульт-шоу с героями в виде себя. Кендэс недовольна, что её изобразили в мульт-шоу как злую фурию (англ. control freak), но всё-таки хочет попробовать упавшие на неё лучи славы. Доктор Фуфелшмертц создал луч, который заставляет танцевать не только людей, но и вещи, и он заставляет студию утанцевать со двора. |            |                                                                                   |                            |                                                                           |                     |                          |                    |      |
| 47 | 47         | «Слава Фуфелании!» «Hail Doofania!»                                               | Дэн Повенмайр              | Антуан Гильбо, Алики Теофилопулос-Граффт                                  | 7 ноября 2008       | 15 ноября 2008           | 25 апреля 2010     | 126b |
| В этой серии всё наоборот: Ванесса Фуфелшмертц, получившая в прачечной одежду Кендэс, пытается прижучить перед мамой своего отца и Норма, строящих страну зла Фуфеланию на плавучей платформе, а в это время Финес и Ферб делают для Изабеллы «Радуга-инатор», который приводит к уничтожению творения Фуфелшмертца прямо перед приходом мамы Ванессы и сам оказывается уничтожен Перри-Утконосом, случайно нажавшим на кнопку его самоуничтожения. |            |                                                                                   |                            |                                                                           |                     |                          |                    |      |